# سرخس حرشفي مجنح
سرخس حرشفي مجنح (الاسم العلمي:Polypodium lepidopteris) هو نوع نباتي يتبع جنس السرخس من فصيلة السرخسية.